# Sociedade Esportiva Itapirense
Sociedade Esportiva Itapirense é um clube brasileiro de futebol da cidade de Itapira, interior do estado de São Paulo.
Foi fundado em 24 de março de 1947 e suas cores são vermelho e branco.
Em 2022, a Itapirense foi vice-campeã da Série B do Campeonato Paulista e disputará, em 2023, a Série A3 do Campeonato Paulista.

## História

Escudo antigo.

Fundada no dia 24 de março de 1947, logo no ano de sua fundação, disputou sua primeira competição oficial pelo Campeonato do Interior. No Campeonato Paulista, iniciou apenas na década seguinte, na Terceira Divisão (atual Série A3), disputando duas temporadas: 1954 e 1957.
Neste período, a Itapirense revelou o zagueiro Hideraldo Luís Bellini, capitão e campeão mundial com a Seleção Brasileira em 1958 e que eternizou o gesto de levantar a taça do título mundial. Na época da Copa do Mundo de 1958, o zagueiro já defendia o Club de Regatas Vasco da Gama.
O clube ficou afastado do profissionalismo entre 1954 e 1956, voltando para Terceira Divisão em 1957. Naquela oportunidade, o clube não passou da primeira fase, sendo eliminada pelo hoje extinto Expresso São Carlos.
Nas dez temporadas seguintes, o time de Itapira ficou distante do profissionalismo, dedicando-se apenas às competições amadoras. Anos mais tarde, em 1969, a Itapirense volta a integrar a Quarta Divisão de Profissionais e, surpreendentemente, levanta o título de campeã, mas, da mesma forma inusitada, desiste de disputar no ano seguinte, retornando somente 36 anos mais tarde.
O ano de 2005 marcou o ressurgimento do clube, com um novo plano de trabalho a atuação social, que é destinada a manter crianças e adolescentes da cidade de Itapira longe da violência e das drogas, interferindo positivamente nas famílias dos jovens do clube. Para isso, foram criadas as categorias Sub-10, Sub-12, Sub-14, Sub-16 e Sub-20, sendo que esta última disputa o Campeonato Paulista da categoria. Além de tirar os garotos das ruas, o projeto oferece tratamento odontológico e de saúde, educação e promoção social.
Em 2006, tendo como base os times juvenis, o time profissional participou novamente de uma competição da FPF, o Campeonato Paulista da Série B (Quarta Divisão), chegando na 12ª colocação entre as 48 equipes inscritas.
O clube subiu em 2007 para a Série A-3, depois de ser vice-campeão da Série B. Na estreia na Série A3 em 2008, a Itapirense fez uma campanha regular, chegando em uma modesta 13ª colocação. Em 2009, o time fez melhor campanha. Chegou ao quadrangular final e lutou pelo acesso até a última rodada, mas acabou o campeonato sem conseguir a vaga para a Série A2.
A classificação inédita para a série A2 se deu após uma regular campanha em 2013.
Em 25 de janeiro de 2014 a Sociedade Esportiva Itapirense fez sua estreia no Campeonato Paulista A2, contra o São Caetano, vencendo por 2 a 1. Porém, depois de uma fraca campanha, marcada por polêmicas com o treinador Paulinho Ceará e o atacante Finazzi, o clube acabou o campeonato na zona de rebaixamento, voltando à A3 em 2015. A estadia na A3 não durou muito, tendo em vista que a Vermelhinha foi rebaixada para Segunda Divisão.
A equipe se licenciou em 2016, retornando apenas em 2018, para a disputa da Segunda Divisão. Na Segunda Divisão, ficou na 11ª colocação em 2018 e 2019, em 2020 na 13ª; e em 2021 não passando da Primeira fase, ficando na 24ª colocação. 
Em 2022, a Vermelhinha fez boa campanha na Segunda Divisão. Surpreendeu na Primeira fase e passou em primeiro lugar no Grupo 4, deixando para trás clubes tradicionais como União São João e Paulista. Na Segunda fase, passou também em primeiro lugar no grupo com 13 pontos ganhos; no grupo com Itararé, Catanduva e SKA Brasil. Já nas quartas de final, eliminou o Penapolense com o placar agregado de 3 a 2 e na semifinal garantiu o acesso para o Campeonato Paulista Série A3 de 2023 sobre o Grêmio Sãocarlense, empatando em 1 a 1 em São Carlos e 0 a 0 em seus domínios, avançando devido a melhor campanha. Com o acesso garantido, veio a vaga para a final, sendo derrotada pelo invicto Grêmio Prudente, 2 a 0 em Itapira e 1 a 0 no Prudentão.
Em 2023, a Itapirense volta a disputar a Série A3 do Campeonato Paulista depois de sete anos.

## Títulos
| ESTADUAIS                      | ESTADUAIS | ESTADUAIS  | ESTADUAIS |
| Competição                     | Títulos   | Temporadas |           |
| ------------------------------ | --------- | ---------- | --------- |
| Campeonato Paulista - Série A4 | 1         | 1969       |           |
| TOTAL                          |           |            |           |
| Competição                     | Títulos   | Temporadas |           |
| Títulos oficiais               | 1         | 1 Estadual |           |

### Categorias de base
- Campeonato Paulista Sub-20 – Segunda Divisão: 2017 e 2018

### Campanhas de destaque
| DESTAQUES                             | DESTAQUES                 |
| Competição                            | Resultados                |
| ------------------------------------- | ------------------------- |
| Campeonato Paulista – Série A3        | 3ª colocada (2013)        |
| Campeonato Paulista – Segunda Divisão | Vice-campeã (2007 e 2022) |

| Aumento | Promovido à divisão superior |
| Baixa   | Rebaixado à divisão inferior |

## Estatísticas

### Participações
| Aumento | Promovido à divisão superior  |
| Baixa   | Rebaixado à divisão inferior  |
| Inativo | Licenciamento no ano seguinte |

|  | Participações em 2025 |

| Competição | Competição    | Temporadas | Melhor campanha     | Anos                                            | A | R |
| São Paulo  | Série A2      | 1          | 18ª colocada (2014) | 2014                                            | – | 1 |
| São Paulo  | Série A3      | 13         | 3ª colocada (2013)  | 1954 , 1957 , 2008-2013 , 2015-2016 , 2023-2025 | 1 | 1 |
| São Paulo  | Série A4      | 7          | Campeã (1969)       | 1969 , 2006-2007 , 2018-2022                    | 2 | – |
| São Paulo  | Copa Paulista | 4          | 2ª fase (2009)      | 2008-2009, 2011 e 2025                          |   |   |

### Últimas dez temporadas
Legenda:
| Campeão Vice-campeão Eliminado nas semifinais | Campeão e promovido à divisão superior Vice-campeão e/ou promovido à divisão superior Rebaixado à divisão inferior | Classificado à fase de grupos da Copa Libertadores Classificado à fase preliminar da Copa Libertadores Classificado à Copa Sul-Americana Campeão do Campeonato do Interior |